# Rachel York
Rachel York (Orlando (Florida), 7 agosto 1971) è un'attrice, cantante e doppiatrice statunitense.

## Biografia
Ha recitato in numerosi musical a New York e altre città degli Stati Uniti, tra cui Les Misérables, Grey Gardens, The King And I, Victor/Victoria (per cui ha vinto il Drama Desk Award alla miglior attrice non protagonista in un musical) e Camelot. Sulle scene londinesi invece ha recitato nei musical Kiss Me, Kate (2001) e Anything Goes (2021).
Ha recitato sia in televisione (Una vita da vivere, Close to Home - Giustizia ad ogni costo) che al cinema (Un giorno... per caso, Billy Bathgate - A scuola di gangster).

## Filmografia parziale

### Cinema
- Billy Bathgate - A scuola di gangster (Billy Bathgate), regia di Robert Benton (1991)
- Un giorno... per caso (One Fine Day), regia di Michael Hoffman (1996)

### Televisione
- Matrimonio per papà 2 (Au Pair 2), regia di Mark Griffiths - film TV (2001)

## Doppiatrici italiane
Nelle versioni in italiano dei suoi lavori, Rachel York è stata doppiata da:
- Francesca Fiorentini in Elementary
- Laura Boccanera in FBI: Most Wanted